# Jan Hendrik de Boer
Jan Hendrik de Boer (Ruinen, 19 marzo 1899 – L'Aia, 26 aprile 1971) è stato un chimico e fisico olandese, famoso principalmente per aver sviluppato il processo di van Arkel-de Boer, usato per la produzione di tungsteno, zirconio, afnio e titanio puri.

## Vita
Jan Hendrik de Boer nacque nel 1899 a Ruinen, piccolo villaggio della provincia di Drenthe nei Paesi Bassi. Studiò chimica all'Università di Groningen dal 1917 al 1922. Dal 1923 al 1939 lavorò al laboratorio di ricerca della Philips a Eindhoven. In seguito all'invasione tedesca dei Paesi Bassi, nel 1940 si trasferì in Inghilterra, e dal 1946 fu per un breve periodo capo del laboratorio di ricerca della Unilever presso Liverpool.
Dal 1946 ebbe un incarico come professore di catalisi a Delft, dove tornò a stabilirsi nel 1950 dando vita ad un nuovo gruppo di ricerca sulla catalisi. Nello stesso anno divenne consulente scientifico delle Miniere di Stato Olandesi (Staatsmijnen), favorendo i rapporti tra industria e accademia. Fece inoltre parte di vari enti e comitati scientifici. Dal 1953 al 1955 fu presidente della Reale Società Chimica dei Paesi Bassi. Nel 1961 de Boer lasciò il suo impiego alle Miniere di Stato Olandesi e diventò presidente del Consiglio Scientifico per l'Energia Nucleare, incarico che mantenne fino al pensionamento nel 1969.
Morì improvvisamente nel 1971.

## Contributi

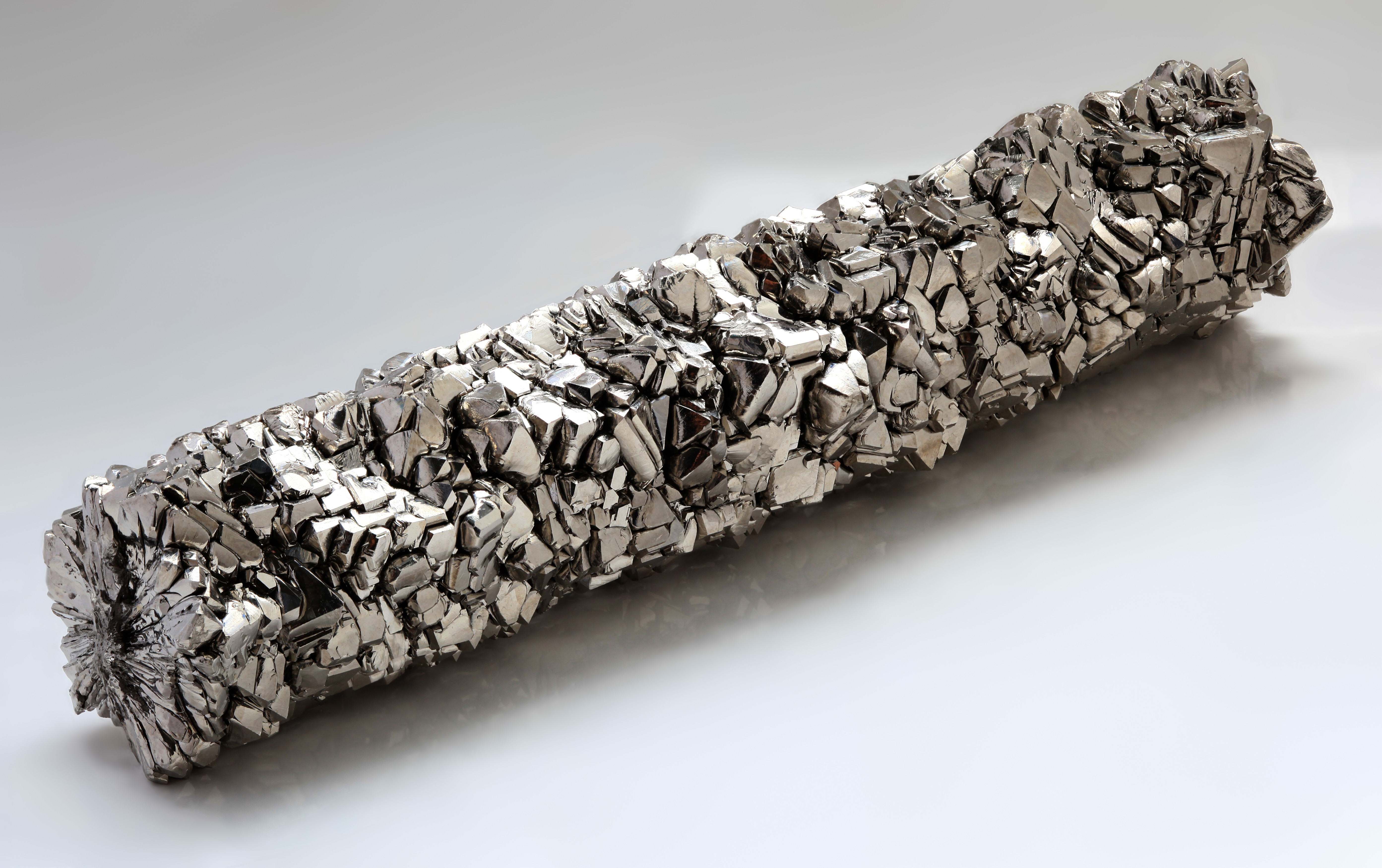
Una barra di titanio ultrapuro (99,995 %) ottenuta tramite il processo di van Arkel-de Boer.

De Boer riuscì a combinare l'attività di ricercatore accademico, di manager industriale e di consulente governativo.
Le sue ricerche più famose furono quelle condotte alla Philips sui metalli. Nel 1925 insieme a Anton Eduard van Arkel pubblicò il primo articolo concernente la produzione dei metalli tungsteno, zirconio, afnio e titanio puri. Questo metodo, noto come processo di van Arkel-de Boer è ancora usato per ottenere piccole quantità di metalli ad alta purezza, mentre per applicazioni commerciali è stato sostituito dal processo Kroll.
Fra gli altri contributi propose un nuovo modello per l'interpretazione dei centri di colore nei semiconduttori, attribuiti alla presenza di elettroni che occupano siti vacanti dello ione cloruro nel reticolo cristallino (F-centers).
Il nome di de Boer ricorre inoltre nel modello di Broekhoff-de Boer per determinare l'area superficiale e la distribuzione della porosità nei catalizzatori eterogenei.

## Opere
De Boer fu autore di circa 300 articoli su riviste scientifiche e ottenne più di 150 brevetti. Scrisse inoltre vari libri, tra i quali:
- (DE) A. E. van Arkel e J. H. de Boer, Chemische Bindung als elektrostatische Erscheinung, Leipzig, Hirzel, 1931.
- (EN) J. H. de Boer, Electron emission and adsorption phenomena, Cambridge University Press, 1935.
- (NL) J. H. de Boer, Monomoleculaire lagen in de chemische industrie, Delft, Technische Hoogeschool, 1946.

## Riconoscimenti
De Boer fu considerato uno dei maggiori chimici fisici olandesi della prima metà del novecento. Nel 1940 divenne membro della Accademia Reale delle Arti e delle Scienze dei Paesi Bassi (KNAW). Nel 1956 ricevette la laurea honoris causa dall'Università di Hannover.